# Kína a 2018. évi téli olimpiai játékokon
Kína a dél-koreai Phjongcshangban megrendezett 2018. évi téli olimpiai játékok egyik részt vevő nemzete volt. Az országot az olimpián 12 sportágban 80 sportoló képviselte, akik összesen 9 érmet szereztek.

## Érmesek
| Érem  | Versenyző                                             | Sportág                    | Versenyszám        |
| ----- | ----------------------------------------------------- | -------------------------- | ------------------ |
| Arany | Wu Dajing                                             | Rövidpályás gyorskorcsolya | Férfi 500 m        |
| Ezüst | Sui Wenjing Han Cong                                  | Műkorcsolya                | Páros              |
| Ezüst | Chen Dequan Han Tianyu Wu Dajing Xu Hongzhi Ren Ziwei | Rövidpályás gyorskorcsolya | Férfi 5000 m váltó |
| Ezüst | Li Jinyu                                              | Rövidpályás gyorskorcsolya | Női 1500 m         |
| Ezüst | Jia Zongyang                                          | Síakrobatika               | Férfi ugrás        |
| Ezüst | Zhang Xin                                             | Síakrobatika               | Női ugrás          |
| Ezüst | Liu Jiayu                                             | Snowboard                  | Női halfpipe       |
| Bronz | Gao Tingyu                                            | Gyorskorcsolya             | Férfi 500 m        |
| Bronz | Kong Fanyu                                            | Síakrobatika               | Női ugrás          |

## Alpesisí
Férfi
| Versenyző      | Versenyszám      | 1. futam | 1. futam | 2. futam | 2. futam | Összesítés | Összesítés |
| Versenyző      | Versenyszám      | Idő      | Hely.    | Idő      | Hely.    | Idő        | Helyezés   |
| -------------- | ---------------- | -------- | -------- | -------- | -------- | ---------- | ---------- |
| Zhang Yangming | Óriás-műlesiklás | 1:25,73  | 79.      | 1:22,95  | 69.      | 2:48,68    | 69.        |

Női
| Versenyző    | Versenyszám      | 1. futam      | 1. futam      | 2. futam | 2. futam | Összesítés | Összesítés |
| Versenyző    | Versenyszám      | Idő           | Hely.         | Idő      | Hely.    | Idő        | Helyezés   |
| ------------ | ---------------- | ------------- | ------------- | -------- | -------- | ---------- | ---------- |
| Kong Fanying | Óriás-műlesiklás | 1:26,30       | 61.           | 1:23,58  | 56.      | 2:49,88    | 55.        |
| Kong Fanying | Műlesiklás       | nem ért célba | nem ért célba | kiesett  | kiesett  | kiesett    | kiesett    |

## Biatlon
Női
| Versenyző   | Versenyszám            | Időeredmény | Lövőhiba    | Helyezés |
| ----------- | ---------------------- | ----------- | ----------- | -------- |
| Tang Jialin | 7,5 km sprint          | 24:30,3     | 3 (1+2)     | 70.      |
| Tang Jialin | 15 km egyéni indításos | 48:12,0     | 2 (1+1+0+0) | 66.      |
| Zhang Yan   | 7,5 km sprint          | 23:14,0     | 1 (1+0)     | 38.      |
| Zhang Yan   | 10 km üldözőverseny    | 35:16,7     | 3 (3+0+0+0) | 45.      |
| Zhang Yan   | 15 km egyéni indításos | 47:29,6     | 4 (1+2+0+1) | 59.      |

## Bob
Férfi
| Versenyző                                   | Versenyszám | 1. futam | 1. futam | 2. futam | 2. futam | 3. futam | 3. futam | 4. futam | 4. futam | Összesítés | Összesítés |
| Versenyző                                   | Versenyszám | Idő      | Hely.    | Idő      | Hely.    | Idő      | Hely.    | Idő      | Hely.    | Idő        | Helyezés   |
| ------------------------------------------- | ----------- | -------- | -------- | -------- | -------- | -------- | -------- | -------- | -------- | ---------- | ---------- |
| Li Chunjian* Wang Sidong                    | Kettes      | 50,13    | 26.      | 50,21    | 27.      | 50,15    | 27.      | kiesett  | kiesett  | 2:30,49    | 26.        |
| Jin Jian* Shi Hao                           | Kettes      | 50,47    | 29.      | 50,17    | 26.      | 50,33    | 28.      | kiesett  | kiesett  | 2:30,97    | 29.        |
| Shao Yijun* Shi Hao Li Chunjian Wang Sidong | Négyes      | 49,79    | 26.      | 50,01    | 27.      | 49,94    | 23.      | kiesett  | kiesett  | 2:29,74    | 26.        |

* – a bob vezetője

## Curling

### Női
- Wang Bingyu
- Zhou Yan
- Liu Jinli
- Ma Jingyi
- Jiang Xindi

| Nemzet                     | Skip                 | Gy | V | P+ | P- | Gy end | V end | Üres endek | Saját rabolt endek | Lökés % |
| -------------------------- | -------------------- | -- | - | -- | -- | ------ | ----- | ---------- | ------------------ | ------- |
| Dél-Korea                  | Kim Eun-jung         | 8  | 1 | 75 | 44 | 41     | 34    | 5          | 15                 | 79%     |
| Svédország                 | Anna Hasselborg      | 7  | 2 | 64 | 48 | 42     | 34    | 14         | 13                 | 83%     |
| Nagy-Britannia             | Eve Muirhead         | 6  | 3 | 61 | 56 | 39     | 38    | 12         | 6                  | 79%     |
| Japán                      | Fudzsiszava Szacuki  | 5  | 4 | 59 | 55 | 38     | 36    | 10         | 13                 | 75%     |
| Kína                       | Wang Bingyu          | 4  | 5 | 57 | 65 | 35     | 38    | 12         | 5                  | 78%     |
| Kanada                     | Rachel Homan         | 4  | 5 | 68 | 59 | 40     | 36    | 10         | 12                 | 81%     |
| Svájc                      | Silvana Tirinzoni    | 4  | 5 | 60 | 55 | 34     | 37    | 12         | 7                  | 78%     |
| Egyesült Államok           | Nina Roth            | 4  | 5 | 56 | 65 | 38     | 39    | 7          | 6                  | 78%     |
| Olimpikonok Oroszországból | Viktorija Moiszejeva | 2  | 7 | 45 | 76 | 34     | 40    | 8          | 6                  | 76%     |
| Dánia                      | Madeleine Dupont     | 1  | 8 | 50 | 72 | 32     | 41    | 10         | 6                  | 73%     |

| Sheet D           | 1 | 2 | 3 | 4 | 5 | 6 | 7 | 8 | 9 | 10 | VE |
| Svájc (Tirinzoni) | 1 | 0 | 0 | 0 | 0 | 1 | 0 | 0 | X | X  | 2  |
| Kína (Wang)       | 0 | 2 | 1 | 1 | 0 | 0 | 0 | 3 | X | X  | 7  |

| Sheet C                                 | 1 | 2 | 3 | 4 | 5 | 6 | 7 | 8 | 9 | 10 | 11 | VE |
| Kína (Wang)                             | 0 | 2 | 1 | 0 | 0 | 1 | 0 | 2 | 0 | 0  | 0  | 6  |
| Olimpikonok Oroszországból (Moiszejeva) | 1 | 0 | 0 | 2 | 0 | 0 | 1 | 0 | 0 | 2  | 1  | 7  |

| Sheet A                   | 1 | 2 | 3 | 4 | 5 | 6 | 7 | 8 | 9 | 10 | 11 | VE |
| Kína (Wang)               | 0 | 1 | 0 | 3 | 0 | 1 | 0 | 1 | 0 | 1  | 0  | 7  |
| Nagy-Britannia (Muirhead) | 1 | 0 | 1 | 0 | 1 | 0 | 2 | 0 | 2 | 0  | 1  | 8  |

| Sheet C             | 1 | 2 | 3 | 4 | 5 | 6 | 7 | 8 | 9 | 10 | 11 | VE |
| Japán (Fudzsiszava) | 2 | 1 | 0 | 1 | 0 | 1 | 0 | 0 | 0 | 1  | 0  | 6  |
| Kína (Wang)         | 0 | 0 | 2 | 0 | 1 | 0 | 0 | 3 | 0 | 0  | 1  | 7  |

| Sheet B        | 1 | 2 | 3 | 4 | 5 | 6 | 7 | 8 | 9 | 10 | VE |
| Kína (Wang)    | 4 | 0 | 0 | 1 | 0 | 0 | 1 | 0 | 4 | X  | 10 |
| Dánia (Dupont) | 0 | 1 | 3 | 0 | 2 | 0 | 0 | 1 | 0 | X  | 7  |

| Sheet D         | 1 | 2 | 3 | 4 | 5 | 6 | 7 | 8 | 9 | 10 | VE |
| Kína (Wang)     | 0 | 1 | 0 | 1 | 0 | 2 | 1 | 0 | X | X  | 5  |
| Dél-Korea (Kim) | 3 | 0 | 3 | 0 | 4 | 0 | 0 | 2 | X | X  | 12 |

| Sheet C                 | 1 | 2 | 3 | 4 | 5 | 6 | 7 | 8 | 9 | 10 | VE |
| Kína (Wang)             | 0 | 1 | 0 | 2 | 0 | 0 | 0 | 1 | X | X  | 4  |
| Egyesült Államok (Roth) | 3 | 0 | 4 | 0 | 2 | 0 | 1 | 0 | X | X  | 10 |

| Sheet A        | 1 | 2 | 3 | 4 | 5 | 6 | 7 | 8 | 9 | 10 | VE |
| Kanada (Homan) | 0 | 0 | 1 | 2 | 0 | 1 | 0 | 0 | 1 | 0  | 5  |
| Kína (Wang)    | 0 | 2 | 0 | 0 | 3 | 0 | 0 | 1 | 0 | 1  | 7  |

| Sheet B                 | 1 | 2 | 3 | 4 | 5 | 6 | 7 | 8 | 9 | 10 | VE |
| Svédország (Hasselborg) | 0 | 2 | 1 | 0 | 2 | 0 | 0 | 3 | 0 | X  | 8  |
| Kína (Wang)             | 0 | 0 | 0 | 1 | 0 | 2 | 0 | 0 | 1 | X  | 4  |

| Csapat | Helyezés |
| ------ | -------- |
| Kína   | 5.       |

### Vegyes páros
- Wang Rui
- Ba Dexin

| Nemzet                     | Név                                                | Gy | V | P+ | P- | Gy end | V end | Üres endek | Saját rabolt endek | Lökés % |
| -------------------------- | -------------------------------------------------- | -- | - | -- | -- | ------ | ----- | ---------- | ------------------ | ------- |
| Kanada                     | Kaitlyn Lawes / John Morris                        | 6  | 1 | 52 | 26 | 29     | 20    | 0          | 9                  | 80%     |
| Svájc                      | Jenny Perret / Martin Rios                         | 5  | 2 | 45 | 33 | 29     | 26    | 0          | 10                 | 72%     |
| Olimpikonok Oroszországból | Anasztaszija Brizgalova / Alekszandr Kruselnyickij | 4  | 3 | 36 | 44 | 26     | 27    | 1          | 7                  | 67%     |
| Norvégia                   | Kristin Skaslien / Magnus Nedregotten              | 4  | 3 | 39 | 43 | 26     | 25    | 1          | 8                  | 74%     |
| Kína                       | Wang Rui / Ba Dexin                                | 4  | 3 | 47 | 42 | 27     | 27    | 1          | 6                  | 72%     |
| Dél-Korea                  | Jang Hye-ji / Lee Ki-jeong                         | 2  | 5 | 42 | 47 | 26     | 26    | 1          | 7                  | 70%     |
| Egyesült Államok           | Rebecca Hamilton / Matt Hamilton                   | 2  | 5 | 37 | 43 | 26     | 25    | 0          | 9                  | 74%     |
| Finnország                 | Oona Kauste / Tomi Rantamäki                       | 1  | 6 | 35 | 53 | 23     | 29    | 0          | 6                  | 66%     |

1. 1 2  Norvégia és Kína rájátszáson mérkőzött az elődöntőbe jutásért

| Sheet D            | Sheet D               | 1 | 2 | 3 | 4 | 5 | 6 | 7 | 8 | 9 | VE |
| 1. end utolsó köve | Kína (Wang / Ba)      | 1 | 0 | 0 | 2 | 0 | 1 | 0 | 1 | 0 | 5  |
|                    | Svájc (Perret / Rios) | 0 | 1 | 1 | 0 | 1 | 0 | 2 | 0 | 2 | 7  |

| Sheet B            | Sheet B                | 1 | 2 | 3 | 4 | 5 | 6 | 7 | 8 | 9 | VE |
|                    | Dél-Korea (Jang / Lee) | 0 | 1 | 0 | 0 | 4 | 0 | 2 | 0 | 0 | 7  |
| 1. end utolsó köve | Kína (Wang / Ba)       | 2 | 0 | 3 | 1 | 0 | 1 | 0 | 0 | 1 | 8  |

| Sheet C            | Sheet C                 | 1 | 2 | 3 | 4 | 5 | 6 | 7 | 8 | VE |
|                    | Kína (Wang / Ba)        | 0 | 2 | 0 | 1 | 0 | 1 | 0 | X | 4  |
| 1. end utolsó köve | Kanada (Lawes / Morris) | 3 | 0 | 4 | 0 | 1 | 0 | 2 | X | 10 |

| Sheet B            | Sheet B                                                 | 1 | 2 | 3 | 4 | 5 | 6 | 7 | 8 | 9 | VE |
|                    | Kína (Wang / Ba)                                        | 0 | 0 | 0 | 3 | 0 | 0 | 1 | 1 | 0 | 5  |
| 1. end utolsó köve | Olimpikonok Oroszországból (Brizgalova / Kruselnyickij) | 1 | 1 | 1 | 0 | 1 | 1 | 0 | 0 | 1 | 6  |

| Sheet A            | Sheet A                                      | 1 | 2 | 3 | 4 | 5 | 6 | 7 | 8 | VE |
| 1. end utolsó köve | Kína (Wang / Ba)                             | 0 | 1 | 0 | 1 | 1 | 1 | 0 | 2 | 6  |
|                    | Egyesült Államok (R. Hamilton / M. Hamilton) | 2 | 0 | 1 | 0 | 0 | 0 | 1 | 0 | 4  |

| Sheet D            | Sheet D                         | 1 | 2 | 3 | 4 | 5 | 6 | 7 | 8 | VE |
| 1. end utolsó köve | Finnország (Kauste / Rantamäki) | 0 | 3 | 0 | 1 | 0 | 1 | 0 | X | 5  |
|                    | Kína (Wang / Ba)                | 3 | 0 | 1 | 0 | 4 | 0 | 2 | X | 10 |

| Sheet A            | Sheet A                           | 1 | 2 | 3 | 4 | 5 | 6 | 7 | 8 | VE |
|                    | Norvégia (Skaslien / Nedregotten) | 0 | 1 | 1 | 0 | 1 | 0 | X | X | 3  |
| 1. end utolsó köve | Kína (Wang / Ba)                  | 1 | 0 | 0 | 3 | 0 | 5 | X | X | 9  |

| Sheet D            | Sheet D                           | 1 | 2 | 3 | 4 | 5 | 6 | 7 | 8 | VE |
| 1. end utolsó köve | Kína (Wang / Ba)                  | 2 | 0 | 1 | 0 | 2 | 0 | 2 | 0 | 7  |
|                    | Norvégia (Skaslien / Nedregotten) | 0 | 3 | 0 | 1 | 0 | 4 | 0 | 1 | 9  |

| Csapat | Helyezés |
| ------ | -------- |
| Kína   | 4.       |

## Gyorskorcsolya
Férfi
| Versenyző             | Versenyszám | Eredmény | Helyezés |
| --------------------- | ----------- | -------- | -------- |
| Gao Tingyu            | 500 m       | 34,65    |          |
| Xiakaini Aerchenghazi | 1500 m      | 1:50,16  | 32.      |
| Xie Jiaxuan           | 500 m       | 35,545   | 31.      |
| Yang Tao              | 500 m       | 35,41    | 27.      |
| Yang Tao              | 1000 m      | 1:10,10  | 26.      |

Női
| Versenyző    | Versenyszám | Eredmény | Helyezés |
| ------------ | ----------- | -------- | -------- |
| Hao Jiachen  | 1500 m      | 1:59,58  | 20.      |
| Hao Jiachen  | 3000 m      | 4:15,56  | 21.      |
| Liu Csing    | 3000 m      | 4:20,95  | 24.      |
| Tian Ruining | 500 m       | 38,86    | 20.      |
| Tian Ruining | 1000 m      | 1:16,69  | 21.      |
| Tian Ruining | 1500 m      | 2:00,29  | 23.      |
| Yu Jing      | 500 m       | 37,81    | 9.       |
| Yu Jing      | 1000 m      | 1:16,36  | 17.      |
| Csang Hung   | 500 m       | 38,39    | 15.      |
| Csang Hung   | 1000 m      | 1:15,67  | 11.      |

Tömegrajtos
| Versenyző   | Versenyszám | Elődöntő | Elődöntő | Elődöntő | Döntő   | Döntő   | Döntő    |
| Versenyző   | Versenyszám | Pont     | Idő      | Hely.    | Pont    | Idő     | Helyezés |
| ----------- | ----------- | -------- | -------- | -------- | ------- | ------- | -------- |
| Wang Hongli | Férfi       | 0        | 8:00,97  | 12.      | kiesett | kiesett | kiesett  |
| Guo Dan     | Női         | 43       | 8:54,20  | 2.       | 0       | 8:33,90 | 10.      |
| Li Tan      | Női         | 24       | 8:32,49  | 3.       | 6       | 8:50,48 | 5.       |

Csapatverseny
| Versenyző                                                          | Versenyszám | Negyeddöntő             | Negyeddöntő | Elődöntő     | Elődöntő | Döntő                                    | Döntő    | Döntő |
| Versenyző                                                          | Versenyszám | Ellenfél Idő            | Hely.       | Ellenfél Idő | Hely.    | Ellenfél Idő                             | Helyezés |       |
| ------------------------------------------------------------------ | ----------- | ----------------------- | ----------- | ------------ | -------- | ---------------------------------------- | -------- | ----- |
| Han Mei Hao Jiachen Li Tan Guo Dan (tartalék) Liu Csing (tartalék) | Női csapat  | Japán (JPN) · V 3:00,01 | 5.          |              |          | C döntő · Németország (GER) · Gy 3:00,04 | 5.       |       |

## Műkorcsolya
| Jin Boyang            | Férfi egyéni | 103,32 | 4.  | 194,45  | 5.      | 297,77  | 4.      |         |         |
| Yan Han               | Férfi egyéni | 80,63  | 19. | 132,38  | 23.     | 213,01  | 23.     |         |         |
| Li Xiangning          | Női egyéni   | 52,46  | 24. | 101,97  | 20.     | 154,43  | 22.     |         |         |
| Peng Cheng Jin Yang   | Páros        | 62,61  | 17. | kiesett | kiesett | kiesett | kiesett | kiesett | kiesett |
| Sui Wenjing Han Cong  | Páros        | 82,39  | 1.  | 153,08  | 3.      | 235,47  |         |         |         |
| Yu Xiaoyu Csang Hao   | Páros        | 75,58  | 5.  | 128,52  | 11.     | 204,10  | 8.      |         |         |
| Wang Shiyue Liu Xinyu | Jégtánc      | 57,81  | 22. | kiesett | kiesett | kiesett | kiesett |         |         |

Csapat
| Versenyző                                                                          | Versenyszám   | Rövid program    | Rövid program    | Rövid program    | Rövid program    | Rövid program | Rövid program | Kűr              | Kűr              | Kűr              | Kűr              | Kűr        | Kűr        |
| Versenyző                                                                          | Versenyszám   | Férfi            | Női              | Páros            | Jégtánc          | Összesítés    | Összesítés    | Férfi            | Női              | Páros            | Jégtánc          | Összesítés | Összesítés |
| Versenyző                                                                          | Versenyszám   | Pont Csapat pont | Pont Csapat pont | Pont Csapat pont | Pont Csapat pont | Pont          | Hely.         | Pont Csapat pont | Pont Csapat pont | Pont Csapat pont | Pont Csapat pont | Pont       | Helyezés   |
| ---------------------------------------------------------------------------------- | ------------- | ---------------- | ---------------- | ---------------- | ---------------- | ------------- | ------------- | ---------------- | ---------------- | ---------------- | ---------------- | ---------- | ---------- |
| Yan Han (F) Li Xiangning (N) Yu Xiaoyu / Csang Hao (P) Wang Shiyue / Liu Xinyu (J) | Csapatverseny | 77,10 4          | 58,62 4          | 69,17 6          | 56,98 4          | 18            | 6.            | kiesett          | kiesett          | kiesett          | kiesett          | kiesett    | kiesett    |

## Rövidpályás gyorskorcsolya
Férfi
| Versenyző                                             | Versenyszám  | Előfutam | Előfutam | Negyeddöntő | Negyeddöntő | Elődöntő | Elődöntő | B döntő  | B döntő | Döntő    | Döntő   | Helyezés |
| Versenyző                                             | Versenyszám  | Idő      | Hely.    | Idő         | Hely.       | Idő      | Hely.    | Idő      | Hely.   | Idő      | Hely.   | Helyezés |
| ----------------------------------------------------- | ------------ | -------- | -------- | ----------- | ----------- | -------- | -------- | -------- | ------- | -------- | ------- | -------- |
| Han Tianyu                                            | 500 m        | 40,744   | 2.       | 1:14,891    | 3.          | kiesett  | kiesett  | kiesett  | kiesett | kiesett  | kiesett | 12.      |
| Han Tianyu                                            | 1000 m       | kizárták | kizárták | kiesett     | kiesett     | kiesett  | kiesett  | kiesett  | kiesett | kiesett  | kiesett | –        |
| Han Tianyu                                            | 1500 m       | 2:38,865 | 5. ADV   |             |             | 2:11,827 | 4.       | 2:26,281 | 1.      |          |         | 8.       |
| Ren Ziwei                                             | 500 m        | 40,294   | 1.       | 40,032      | 1.          | 40,418   | 3.       | 40,694   | 2.      |          |         | 6.       |
| Ren Ziwei                                             | 1000 m       | kizárták | kizárták | kiesett     | kiesett     | kiesett  | kiesett  | kiesett  | kiesett | kiesett  | kiesett | –        |
| Wu Dajing                                             | 500 m        | 40,264   | 1.       | 39,800      | 1.          | 40,087   | 1.       |          |         | 39,584   | 1.      |          |
| Wu Dajing                                             | 1000 m       | 1:23,463 | 2.       | kizárták    | kizárták    | kiesett  | kiesett  | kiesett  | kiesett | kiesett  | kiesett | 18.      |
| Wu Dajing                                             | 1500 m       | 2:15,823 | 3.       |             |             | kizárták | kizárták | kiesett  | kiesett | kiesett  | kiesett | 21.      |
| Xu Hongzhi                                            | 1500 m       | 2:35,641 | 5. ADV   |             |             | 2:19,310 | 6.       | kiesett  | kiesett | kiesett  | kiesett | 18.      |
| Chen Dequan Han Tianyu Ren Ziwei Wu Dajing Xu Hongzhi | 5000 m váltó |          |          |             |             | 6:36,605 | 1.       |          |         | 6:32,035 | 1.      |          |

Női
| Versenyző                                         | Versenyszám  | Előfutam | Előfutam | Negyeddöntő | Negyeddöntő | Elődöntő | Elődöntő | B döntő  | B döntő | Döntő    | Döntő    | Helyezés |
| Versenyző                                         | Versenyszám  | Idő      | Hely.    | Idő         | Hely.       | Idő      | Hely.    | Idő      | Hely.   | Idő      | Hely.    | Helyezés |
| ------------------------------------------------- | ------------ | -------- | -------- | ----------- | ----------- | -------- | -------- | -------- | ------- | -------- | -------- | -------- |
| Fan Kexin                                         | 500 m        | 43,350   | 1.       | 43,485      | 2.          | kizárták | kizárták | kiesett  | kiesett | kiesett  | kiesett  | 8.       |
| Han Yutong                                        | 500 m        | 43,719   | 2.       | 43,627      | 3.          | kiesett  | kiesett  | kiesett  | kiesett | kiesett  | kiesett  | 12.      |
| Han Yutong                                        | 1000 m       | kizárták | kizárták | kiesett     | kiesett     | kiesett  | kiesett  | kiesett  | kiesett | kiesett  | kiesett  | –        |
| Han Yutong                                        | 1500 m       | 2:31,158 | 1.       |             |             | 2:22,826 | 3.       | 2:36,548 | 2.      |          |          | 9.       |
| Li Jinyu                                          | 1000 m       | 1:32,335 | 1.       | 1:30,175    | 3.          | kiesett  | kiesett  | kiesett  | kiesett | kiesett  | kiesett  | 9.       |
| Li Jinyu                                          | 1500 m       | 2:25,034 | 3.       |             |             | 2:33,005 | 4. ADV   |          |         | 2:25,703 | 2.       |          |
| Qu Chunyu                                         | 500 m        | 42,971   | 2.       | 42,954      | 1.          | kizárták | kizárták | kiesett  | kiesett | kiesett  | kiesett  | 7.       |
| Qu Chunyu                                         | 1000 m       | 1:31,279 | 2.       | 1:31,284    | 2.          | kizárták | kizárták | kiesett  | kiesett | kiesett  | kiesett  | 8.       |
| Csou Jang                                         | 1500 m       | 2:29,587 | 2.       |             |             | 2:23,485 | 3.       | 2:35,241 | 1.      |          |          | 8.       |
| Fan Kexin Han Yutong Li Jinyu Qu Chunyu Csou Jang | 3000 m váltó |          |          |             |             | 4:05,315 | 1.       |          |         | kizárták | kizárták | 7.       |

## Síakrobatika
Ugrás
| Versenyző     | Versenyszám | Selejtező  | Selejtező  | Selejtező  | Selejtező  | Döntő      | Döntő      | Döntő      | Döntő      | Döntő      | Helyezés |
| Versenyző     | Versenyszám | 1. forduló | 1. forduló | 2. forduló | 2. forduló | 1. forduló | 1. forduló | 2. forduló | 2. forduló | 3. forduló | Helyezés |
| Versenyző     | Versenyszám | Pont       | Hely.      | Pont       | Hely.      | Pont       | Hely.      | Pont       | Hely.      | Pont       | Helyezés |
| ------------- | ----------- | ---------- | ---------- | ---------- | ---------- | ---------- | ---------- | ---------- | ---------- | ---------- | -------- |
| Jia Zongyang  | Férfi       | 126,55     | 3.         | kiemelt    | kiemelt    | 118,55     | 9.         | 128,76     | 1.         | 128,05     |          |
| Liu Zhongqing | Férfi       | 107,08     | 16.        | 123,08     | 4.         | 119,47     | 8.         | 94,57      | 9.         | kiesett    | 9.       |
| Qi Guangpu    | Férfi       | 126,70     | 2.         | kiemelt    | kiemelt    | 127,44     | 1.         | 122,17     | 7.         | kiesett    | 7.       |
| Wang Xindi    | Férfi       | 121,24     | 10         | 96,38      | 8.         | kiesett    | kiesett    | kiesett    | kiesett    | kiesett    | 14.      |
| Kong Fanyu    | Női         | 89,77      | 7.         | 95,12      | 2.         | 89,77      | 4.         | 97,29      | 1.         | 70,14      |          |
| Xu Mengtao    | Női         | 99,37      | 3.         | kiemelt    | kiemelt    | 91,00      | 2.         | 59,25      | 9.         | kiesett    | 9.       |
| Yan Ting      | Női         | 80,95      | 13.        | 82,94      | 9.         | kiesett    | kiesett    | kiesett    | kiesett    | kiesett    | 15.      |
| Zhang Xin     | Női         | 90,24      | 6.         | kiemelt    | kiemelt    | 87,25      | 6.         | 94,11      | 2.         | 95,52      |          |

Félcső
| Versenyző     | Versenyszám | Selejtező | Selejtező | Selejtező     | Selejtező | Döntő    | Döntő    | Döntő    | Döntő         | Döntő    |
| Versenyző     | Versenyszám | 1. futam  | 2. futam  | Jobb eredmény | Hely.     | 1. futam | 2. futam | 3. futam | Jobb eredmény | Helyezés |
| ------------- | ----------- | --------- | --------- | ------------- | --------- | -------- | -------- | -------- | ------------- | -------- |
| Kong Xiangrui | Férfi       | 47,40     | 50,80     | 50,80         | 23.       | kiesett  | kiesett  | kiesett  | kiesett       | kiesett  |
| Mao Bingqiang | Férfi       | 53,00     | 54,60     | 54,60         | 20.       | kiesett  | kiesett  | kiesett  | kiesett       | kiesett  |
| Chai Hong     | Női         | 58,00     | 63,60     | 63,60         | 19.       | kiesett  | kiesett  | kiesett  | kiesett       | kiesett  |
| Wu Meng       | Női         | 53,40     | 61,00     | 61,00         | 20.       | kiesett  | kiesett  | kiesett  | kiesett       | kiesett  |
| Zhang Kexin   | Női         | 80,60     | 81,00     | 81,00         | 8.        | 73,00    | 55,40    | 71,00    | 73,00         | 9.       |

Mogul
| Versenyző  | Versenyszám | Selejtező | Selejtező | Selejtező | Selejtező | Selejtező | Selejtező | Selejtező | Selejtező | Döntő    | Döntő    | Döntő    | Döntő    | Döntő    | Döntő    | Döntő    | Döntő    | Döntő    | Döntő    | Döntő    | Helyezés |
| Versenyző  | Versenyszám | 1. futam  | 1. futam  | 1. futam  | 1. futam  | 2. futam  | 2. futam  | 2. futam  | 2. futam  | 1. futam | 1. futam | 1. futam | 1. futam | 2. futam | 2. futam | 2. futam | 2. futam | 3. futam | 3. futam | 3. futam | Helyezés |
| Versenyző  | Versenyszám | Idő       | Pont      | Össz.     | Hely.     | Idő       | Pont      | Össz.     | Hely.     | Idő      | Pont     | Össz.    | Hely.    | Idő      | Pont     | Össz.    | Hely.    | Idő      | Pont     | Össz.    | Helyezés |
| ---------- | ----------- | --------- | --------- | --------- | --------- | --------- | --------- | --------- | --------- | -------- | -------- | -------- | -------- | -------- | -------- | -------- | -------- | -------- | -------- | -------- | -------- |
| Guan Ziyan | Női         | 36,30     | 41,02     | 48,11     | 28.       | 35,50     | 43,80     | 51,80     | 18.       | kiesett  | kiesett  | kiesett  | kiesett  | kiesett  | kiesett  | kiesett  | kiesett  | kiesett  | kiesett  | kiesett  | 28.      |
| Vang Csin  | Női         | 34,87     | 42,59     | 51,29     | 27.       | 35,01     | 34,51     | 51,29     | 19.       | kiesett  | kiesett  | kiesett  | kiesett  | kiesett  | kiesett  | kiesett  | kiesett  | kiesett  | kiesett  | kiesett  | 29.      |

## Sífutás
Távolsági
Férfi
| Versenyző   | Versenyszám | Klasszikus | Klasszikus | Szabad     | Szabad     | Összesen   | Összesen   |
| Versenyző   | Versenyszám | Idő        | Hely.      | Idő        | Hely.      | Idő        | Helyezés   |
| ----------- | ----------- | ---------- | ---------- | ---------- | ---------- | ---------- | ---------- |
| Sun Qinghai | 15 km       |            |            |            |            | 41:55,7    | 94.        |
| Vang Csiang | 15 km       |            |            |            |            | kizárták   | kizárták   |
| Vang Csiang | 30 km       | 47:03,8    | 64.        | lekörözték | lekörözték | lekörözték | lekörözték |
| Vang Csiang | 50 km       |            |            |            |            | 2:34:43,0  | 55.        |

Női
| Versenyző   | Versenyszám | Klasszikus | Klasszikus | Szabad  | Szabad | Összesen  | Összesen |
| Versenyző   | Versenyszám | Idő        | Hely.      | Idő     | Hely.  | Idő       | Helyezés |
| ----------- | ----------- | ---------- | ---------- | ------- | ------ | --------- | -------- |
| Chi Chunxue | 10 km       |            |            |         |        | 28:49,7   | 55.      |
| Chi Chunxue | 15 km       | 24:16,1    | 57.        | 21:47,2 | 56.    | 46:39,0   | 55.      |
| Chi Chunxue | 30 km       |            |            |         |        | 1:42:03,2 | 44.      |
| Li Hszin    | 10 km       |            |            |         |        | 27:44,5   | 36.      |
| Li Hszin    | 15 km       | 23:51,7    | 52.        | 21:31,3 | 51.    | 46:01,9   | 51.      |
| Li Hszin    | 30 km       |            |            |         |        | 1:38:04,9 | 37.      |

Sprint
| Versenyző               | Versenyszám         | Selejtező | Selejtező | Negyeddöntő | Negyeddöntő | Elődöntő | Elődöntő | Döntő   | Helyezés |
| Versenyző               | Versenyszám         | Idő       | Hely.     | Idő         | Hely.       | Idő      | Hely.    | Idő     | Helyezés |
| ----------------------- | ------------------- | --------- | --------- | ----------- | ----------- | -------- | -------- | ------- | -------- |
| Sun Qinghai             | Férfi egyéni sprint | kizárták  | kizárták  | kiesett     | kiesett     | kiesett  | kiesett  | kiesett | –        |
| Vang Csiang             | Férfi egyéni sprint | 3:31,56   | 63.       | kiesett     | kiesett     | kiesett  | kiesett  | kiesett | 63.      |
| Sun Qinghai Vang Csiang | Férfi csapatsprint  |           |           |             |             | 18:11,95 | 12.      | kiesett | 24.      |
| Chi Chunxue             | Női egyéni sprint   | 3:42,70   | 57.       | kiesett     | kiesett     | kiesett  | kiesett  | kiesett | 57.      |
| Li Hszin                | Női egyéni sprint   | 3:33,61   | 49.       | kiesett     | kiesett     | kiesett  | kiesett  | kiesett | 49.      |
| Chi Chunxue Li Hszin    | Női csapatsprint    |           |           |             |             | 17:35,94 | 9.       | kiesett | 17.      |

## Síugrás
Női
| Versenyző    | Versenyszám | Első forduló | Első forduló | Első forduló | Döntő | Döntő | Döntő | Összesítés | Összesítés |
| Versenyző    | Versenyszám | Táv          | Pont         | Hely.        | Táv   | Pont  | Hely. | Pont       | Helyezés   |
| ------------ | ----------- | ------------ | ------------ | ------------ | ----- | ----- | ----- | ---------- | ---------- |
| Chang Xinyue | Normálsánc  | 83,0         | 69,6         | 26.          | 84,5  | 85,3  | 18.   | 154,9      | 20.        |

## Snowboard
Akrobatika
Férfi
| Versenyző    | Versenyszám | Selejtező | Selejtező | Selejtező     | Selejtező | Döntő    | Döntő    | Döntő    | Döntő         | Helyezés |
| Versenyző    | Versenyszám | 1. futam  | 2. futam  | Jobb eredmény | Hely.     | 1. futam | 2. futam | 3. futam | Jobb eredmény | Helyezés |
| ------------ | ----------- | --------- | --------- | ------------- | --------- | -------- | -------- | -------- | ------------- | -------- |
| Shi Wancheng | Halfpipe    | 10,00     | 11,75     | 11,75         | 29.       | kiesett  | kiesett  | kiesett  | kiesett       | 29.      |
| Zhang Yiwei  | Halfpipe    | 32,50     | 74,00     | 74,00         | 15.       | kiesett  | kiesett  | kiesett  | kiesett       | 15.      |

Női
| Versenyző   | Versenyszám | Selejtező | Selejtező | Selejtező     | Selejtező | Döntő    | Döntő    | Döntő    | Döntő         | Helyezés |
| Versenyző   | Versenyszám | 1. futam  | 2. futam  | Jobb eredmény | Hely.     | 1. futam | 2. futam | 3. futam | Jobb eredmény | Helyezés |
| ----------- | ----------- | --------- | --------- | ------------- | --------- | -------- | -------- | -------- | ------------- | -------- |
| Cai Xuetong | Halfpipe    | 65,75     | 69,00     | 69,00         | 6.        | 20,50    | 41,25    | 76,50    | 76,50         | 5.       |
| Li Shuang   | Halfpipe    | 24,50     | 9,25      | 24,50         | 22.       | kiesett  | kiesett  | kiesett  | kiesett       | 22.      |
| Liu Jiayu   | Halfpipe    | 87,75     | 41,00     | 87,75         | 2.        | 85,50    | 89,75    | 49,00    | 89,75         |          |
| Qiu Leng    | Halfpipe    | 50,75     | 53,75     | 53,75         | 16.       | kiesett  | kiesett  | kiesett  | kiesett       | 16.      |

Parallel giant slalom
| Versenyző    | Versenyszám | Selejtező | Selejtező | Nyolcaddöntő      | Negyeddöntő       | Elődöntő          | Döntő             | Helyezés |
| Versenyző    | Versenyszám | Idő       | Hely.     | Ellenfél Eredmény | Ellenfél Eredmény | Ellenfél Eredmény | Ellenfél Eredmény | Helyezés |
| ------------ | ----------- | --------- | --------- | ----------------- | ----------------- | ----------------- | ----------------- | -------- |
| Gong Naiying | Női         | 1:36,36   | 26.       | kiesett           | kiesett           | kiesett           | kiesett           | 26.      |
| Xu Xiaoxiao  | Női         | kizárták  | kizárták  | kiesett           | kiesett           | kiesett           | kiesett           | –        |
| Zang Ruxin   | Női         | 1:35,26   | 22.       | kiesett           | kiesett           | kiesett           | kiesett           | 22.      |

## Szkeleton
| Versenyző     | Versenyszám | 1. futam | 1. futam | 2. futam | 2. futam | 3. futam | 3. futam | 4. futam | 4. futam | Összesítés | Összesítés |
| Versenyző     | Versenyszám | Idő      | Hely.    | Idő      | Hely.    | Idő      | Hely.    | Idő      | Hely.    | Idő        | Helyezés   |
| ------------- | ----------- | -------- | -------- | -------- | -------- | -------- | -------- | -------- | -------- | ---------- | ---------- |
| Geng Wenqiang | Férfi       | 51,51    | 15.      | 50,87    | 7.       | 51,18    | 15.      | 51,09    | 12.      | 3:24,65    | 13.        |